# Diecezja Tampico
Diecezja Tampico (łac. Dioecesis Tampicensis) – diecezja Kościoła rzymskokatolickiego w Meksyku, sufragania archidiecezji Monterrey.

## Historia
13 sierpnia 1861 roku papież Pius IX konstytucją apostolską Ad futuram rei memoriam erygował wikariat apostolski Tamaulipas. Dotychczas wierni z tych terenów należeli do archidiecezji Monterrey.
12 marca 1870 roku decyzją papieża Piusa IX wyrażoną w bulli Apostolicas in universas wikariat apostolski został podniesiony do rangi diecezji. Zmieniono również nazwę na Ciudad Victoria–Tamaulipas.
25 lutego 1958 roku zmieniono nazwę diecezji na Tampico.
Z terenu diecezji w kolejnych latach utworzono diecezje: Papantla (1922), Matamoros (1958), Tuxpan (1962), Ciudad Victoria (1964).

## Ordynariusze
- Francisco de la Concepción Ramírez y González OFM (1861–1869)
- Jose Maria Ignacio Montes de Oca y Obregón (1871–1879)
- Giuseppe Ignazio Eduardo Sánchez Camacho (1880–1896)
- Filemón Fierro y Terán (1897–1905)
- José de Jesús Guzmán y Sánchez (1909–1914)
- José Guadalupe Ortíz y López (1919–1923)
- Serafín María Armora y González (1923–1955)
- Ernesto Corripio y Ahumada (1956–1967)
- Arturo Antonio Szymanski Ramírez (1968–1987)
- Rafael Gallardo García OSA (1987–2003)
- José Luis Dibildox Martínez (2003–2018)
- José Armando Álvarez Cano (2019–2025)